# Алашань-Юци
Алашань-Юци (кит. упр. 阿拉善右旗, пиньинь Ālāshàn Yòu qí) — хошун в аймаке Алашань автономного района Внутренняя Монголия (КНР). Название хошуна означает «Алашаньское правое знамя».

## История
Во времена империи Цин и Китайской республики эти земли входили в состав хошуна Алашань. После образования КНР Алашань вошёл в состав провинции Нинся. В апреле 1954 года в составе провинции Нинся был образован Монгольский автономный район (蒙古自治区), в состав которого вошли хошун Алашань и уезд Дэнкоу. В октябре того же года, в связи с расформированием провинции Нинся и включением её территории в состав провинции Ганьсу, Монгольский автономный район также перешёл в состав провинции Ганьсу. В марте 1955 года Монгольский автономный район был переименован в Монгольскую автономную область (蒙古自治州), а в ноябре — в Баиньхото-Монгольскую автономную область (巴音浩特蒙族自治州).
В феврале 1956 года был образован аймак Баян-Нур (巴彦淖尔盟), в состав которого вошли хошуны Алашань, Эдзин, уезд Дэнкоу и город Баян-Хото; аймак вошёл в состав Автономного района Внутренняя Монголия. В апреле 1958 года к аймаку Баян-Нур был присоединён район Хэтао (河套行政区); в августе того же года был расформирован город Баян-Хото, а его территория стала уездом.
В августе 1960 года в западной части хошуна Алашань был образован хошун Алашань-Юци («Алашань правого знамени»), который имел двойное подчинение — хошуну Алашань и аймаку Баян-Нур. В 1961 году решением Госсовета КНР хошун Алашань был расформирован, и Алашань-Юци стал подчиняться только правительству аймака Баян-Нур.
В июле 1969 года хошун Алашань-Юци был передан из состава Внутренней Монголии под юрисдикцию Специального района Увэй провинции Ганьсу (в 1970 году переименованного в Округ Увэй), в июле 1979 года был возвращён в состав Внутренней Монголии. В апреле 1980 года был создан подчинённый правительству автономного района аймак Алашань, объединивший Алашань-Цзоци, Алашань-Юци и Эдзин.

## Административное деление
Хошун Алашань-Юци делится на 3 посёлка и 4 сомона.
| 1                        | Баданьцзилинь | 巴丹吉林镇       | поселок | 16798 | 39°12′40″ с. ш. 101°40′09″ в. д. |
| 2                        | Ябулай        | 雅布赖镇         | поселок | 3379  | 39°25′32″ с. ш. 102°46′39″ в. д. |
| 3                        | Элатэнъаобао  | 阿拉腾敖包镇     | поселок | 2220  | 40°16′04″ с. ш. 104°30′37″ в. д. |
| 4                        | Маньдэла      | 曼德拉苏木       | сомон   | 1650  | 40°00′41″ с. ш. 103°51′53″ в. д. |
| 5                        | Элатэнчаогэ   | 阿拉腾朝格苏木   | сомон   | 1383  | 39°11′21″ с. ш. 100°51′46″ в. д. |
| 6                        | Баиньгаолэ    | 巴音高勒苏木     | сомон   | н\д   | 38°59′32″ с. ш. 101°53′54″ в. д. |
| 7                        | Тамусубулагэ  | 塔木素布拉格苏木 | сомон   | н\д   | 40°44′33″ с. ш. 103°31′47″ в. д. |
| Карта хошуна Алашань-Юци |               |                  |         |       |                                  |
| Хошун Алашань-Юци        |               |                  |         |       |                                  |